# Idalus decisa
Idalus decisa är en fjärilsart som beskrevs av Rothschild 1917. Idalus decisa ingår i släktet Idalus och familjen björnspinnare. Inga underarter finns listade i Catalogue of Life.